# Solo (Zoë Tauran)
Solo is een lied van de Nederlandse zangeres Zoë Tauran en rapper Bilal Wahib. Het werd in 2022 als single uitgebracht en stond in 2023 als zesde track op het titelloze debuutalbum van Tauran.

## Achtergrond
Solo is geschreven door Zoë Tauran, Bilal Wahib, Sigourney Korper, Isabèl Usher, Brahim Fouradi, Carlos Vrolijk en Jonathan Maridjan en geproduceerd door Project Money. Het is een nederhoplied dat gaat over het gevoel van eenzaamheid. Het is de eerste single van de zangeres waar zij de leidende artiest is. Een maand na het uitbrengen van het originele lied, brachten de artiesten een akoestische versie van het lied uit. De single heeft in Nederland de platinastatus.
Het was de eerste keer dat de twee artiesten met elkaar samenwerkten. Ze herhaalden de samenwerking in 2023 op Outside en in 2024 op Verpest.

## Hitnoteringen
Het lied was succesvol in Nederland. In de Single Top 100 kwam het tot de zesde plaats van de lijst en was hierin 23 weken te vinden. Het piekte in de Top 40 op de 26e plaats in de vier weken dat het in deze hitlijst te vinden was. Het is hiermee de eerste Top 40-hit van de zangeres en de zesde voor Wahib.

### Nederlandse Top 40
| Hitnotering: 21-05-2022 t/m 11-06-2022 | Hitnotering: 21-05-2022 t/m 11-06-2022 | Hitnotering: 21-05-2022 t/m 11-06-2022 | Hitnotering: 21-05-2022 t/m 11-06-2022 | Hitnotering: 21-05-2022 t/m 11-06-2022 | Hitnotering: 21-05-2022 t/m 11-06-2022 |
| Week:                                  | 1                                      | 2                                      | 3                                      | 4                                      |                                        |
| -------------------------------------- | -------------------------------------- | -------------------------------------- | -------------------------------------- | -------------------------------------- | -------------------------------------- |
| Positie:                               | 33                                     | 26                                     | 29                                     | 35                                     | uit                                    |

### NederlandseSingle Top 100
| Hitnotering: 14-05-2022 t/m 15-10-2022 | Hitnotering: 14-05-2022 t/m 15-10-2022 | Hitnotering: 14-05-2022 t/m 15-10-2022 | Hitnotering: 14-05-2022 t/m 15-10-2022 | Hitnotering: 14-05-2022 t/m 15-10-2022 | Hitnotering: 14-05-2022 t/m 15-10-2022 | Hitnotering: 14-05-2022 t/m 15-10-2022 | Hitnotering: 14-05-2022 t/m 15-10-2022 | Hitnotering: 14-05-2022 t/m 15-10-2022 | Hitnotering: 14-05-2022 t/m 15-10-2022 | Hitnotering: 14-05-2022 t/m 15-10-2022 | Hitnotering: 14-05-2022 t/m 15-10-2022 | Hitnotering: 14-05-2022 t/m 15-10-2022 | Hitnotering: 14-05-2022 t/m 15-10-2022 | Hitnotering: 14-05-2022 t/m 15-10-2022 | Hitnotering: 14-05-2022 t/m 15-10-2022 | Hitnotering: 14-05-2022 t/m 15-10-2022 | Hitnotering: 14-05-2022 t/m 15-10-2022 | Hitnotering: 14-05-2022 t/m 15-10-2022 | Hitnotering: 14-05-2022 t/m 15-10-2022 | Hitnotering: 14-05-2022 t/m 15-10-2022 |
| Week:                                  | 1                                      | 2                                      | 3                                      | 4                                      | 5                                      | 6                                      | 7                                      | 8                                      | 9                                      | 10                                     | 11                                     | 12                                     | 13                                     | 14                                     | 15                                     | 16                                     | 17                                     | 18                                     | 19                                     | 20                                     |
| -------------------------------------- | -------------------------------------- | -------------------------------------- | -------------------------------------- | -------------------------------------- | -------------------------------------- | -------------------------------------- | -------------------------------------- | -------------------------------------- | -------------------------------------- | -------------------------------------- | -------------------------------------- | -------------------------------------- | -------------------------------------- | -------------------------------------- | -------------------------------------- | -------------------------------------- | -------------------------------------- | -------------------------------------- | -------------------------------------- | -------------------------------------- |
| Positie:                               | 6                                      | 6                                      | 8                                      | 8                                      | 11                                     | 13                                     | 22                                     | 27                                     | 24                                     | 31                                     | 34                                     | 36                                     | 32                                     | 32                                     | 36                                     | 37                                     | 39                                     | 38                                     | 39                                     | 43                                     |
| Week:                                  | 21                                     | 22                                     | 23                                     |                                        |                                        |                                        |                                        |                                        |                                        |                                        |                                        |                                        |                                        |                                        |                                        |                                        |                                        |                                        |                                        |                                        |
| Positie:                               | 59                                     | 83                                     | 88                                     | uit                                    |                                        |                                        |                                        |                                        |                                        |                                        |                                        |                                        |                                        |                                        |                                        |                                        |                                        |                                        |                                        |                                        |